# Kim Jee-Hyang
Kim Jee-Hyang es una deportista surcoreana que compitió en taekwondo. Ganó una medalla de bronce en el Campeonato Mundial de Taekwondo de 1989 en la categoría de –43 kg.

## Palmarés internacional
| Campeonato Mundial | Campeonato Mundial   | Campeonato Mundial | Campeonato Mundial |
| Año                | Lugar                | Medalla            | Categoría          |
| ------------------ | -------------------- | ------------------ | ------------------ |
| 1989               | Seúl (Corea del Sur) | Medalla de bronce  | –43 kg             |